# Martinsberg
Martinsberg är en ort och kommun  i Österrike. Den ligger i distriktet Zwettl i förbundslandet Niederösterreich, 90 kilometer väster om huvudstaden Wien. 
Kommunen består av 17 orter (Ortschaften) (inom parentes invånarantal 1 januari 2024):

- Edlesberg (39)
- Größenbach (23)
- Holzwiese (17)
- Hundsbach (9)
- Kleingerungs (36)
- Kleinpertholz (88)
- Loitzenreith (15)
- Martinsberg (483)
- Mitterndorf (50)
- Oed (69)
- Pitzeichen (17)
- Poggschlag (64)
- Reitzendorf (41)
- Thumling (50)
- Walpersdorf (21)
- Weixelberg (32)
- Wiehalm (11)